# Malé Žernoseky
Malé Žernoseky là một làng thuộc huyện Litoměřice, vùng Ústecký, Cộng hòa Séc.